# Weymouth
Weymouth är en kuststad och civil parish i grevskapet Dorset i södra England, belägen vid Weymouthbukten nära floden Weys mynning i Engelska kanalen. Den ligger ungefär 15 km söder om Dorchester. Staden hade 52 323 invånare vid folkräkningen 2011. Staden fick stadsrättigheter år 1252.

## Sport
Seglingsgrenarna i de olympiska sommarspelen 2012 i London ägde rum i Weymouth och Portland.

## Näringsliv
Bryggeriet Dorset Brewing Co ligger i Weymouth.

## Transport
Det finns färjetrafik från staden till öarna Guernsey och Jersey.